# Калымбетова, Кулян Жантемировна
Кулян Жантемировна Калымбетова (22 апреля 1957 г.род Казалинский район, Кызылординская область, Казахская ССР) — казахстанская эстрадная певица
. Заслуженная артистка Республики Казахстан (1998).

## Биография
- Кулян Жантемировна Калымбетова род. 22 апреля 1957 г. Казалинский район, Кызылординская область
- 1974 — 1978 гг. Окончила Кызылординское педагогическое училище имени М.Маметовой, факультет «Учитель начальных классов».
- с 1978 г. солистка Кызылординская областная филармония
- в 2002 году окончила с красным дипломом Кызылординский Педагогический Университет.

## Творчество
- Свою трудовую деятельность начала в 1977 году во Дворце Мелиораторов, художественным руководителем.
- В январе 1978 года  приняла участие в областном конкурсе "Өмірімді әнмен өрнектейміз",  и была приглашена на работу в областную филармонию. Победитель многих областных музыкальных конкурсов.
- В 1992 году была признана лауреатом Первого Республиканского конкурса исполнителей имени Ш.Калдаякова. На протяжении двух лет (1993-1994)  принимала участие в ярмарке  талантов «Каркара» города Алматы.
- Побывала с гастрольной программой в городах Узбекистана - Бухаре, Самарканде, Новаи, а также выступала в  Таджикистане, Туркменистане, Кыргызстане.

## Награды
- 13 мая 1998 — Кулян Калямбетова была удостоена высокой наградой «Заслуженная артистка Республики Казахстан» которую лично вручил Глава Государства Н.А.Назарбаев.
- 2016 — Медаль «За трудовое отличие» (Казахстан)